# Pesticide Action Network
Das Pesticide Action Network (PAN) ist eine internationale, gemeinnützige Organisation, die über negative Folgen des Einsatzes von Pestiziden in der Landwirtschaft unterrichtet und sich für umweltschonende und sozial gerechte andere Lösungen einsetzt. Die Umweltschutzorganisation wurde 1982 gegründet.

## PAN Germany
Die Gründung von PAN Germany – Pestizid-Aktions-Netzwerk erfolgte 1984. Der eingetragene Verein mit Sitz und Geschäftsstelle in Hamburg hat folgende Arbeitsfelder: öffentliche Kritik an der chemischen Pestizid-Wirtschaft durch Öffentlichkeitsarbeit; der Versuch, auf Politiker und politische Organisationen Einfluss zu nehmen durch Lobbyismus, um wirksame Regelungen zu treffen; sowie Beratung und Angebote für Bauern und Verbraucher zur Giftvermeidung. PAN Germany hat seit einigen Jahren den Vorsitz von PAN Europe inne. Auf dieser Ebene wird versucht, Einfluss auf die Europäische Union zu gewinnen.

## Mitglieder des Netzwerks
PAN Germany koordiniert den jeweils entsprechenden Arbeitsbereich der folgenden Mitgliedsorganisationen:
- Agrar Koordination, Hamburg
- Arbeitsgemeinschaft zur Förderung angewandter biologischer Forschung, Freiburg/Elbe
- Arbeitsgemeinschaft bäuerliche Landwirtschaft, AbL, Lüneburg
- Arbeitsgruppe Hafen „Dritte Welt“, Hamburg
- Arche GENoah, Witzenhausen
- Bioland, Bundesverband, Mainz
- Bremer Umweltinstitut BRUMI, Bremen
- Bundesverband Bürgerinitiativen Umweltschutz BBU, Bonn
- Bund für Umwelt und Naturschutz Deutschland BUND, Bonn
- Bundesverband „Die Verbraucher Initiative“ VI, Berlin
- Coordination gegen Bayer-Gefahren CBG, Düsseldorf
- Dachverband der Kritischen Aktionärinnen und Aktionäre
- European Academy for Environmental Medicine
- Gesellschaft für Umweltchemie, GfU, München
- Greenpeace, Hamburg
- IG Bauen-Agrar-Umwelt, IG BAU
- Interessengemeinschaft für gesunde Lebensmittel, Fulda
- Naturland – Verband für naturgemäßen Landbau, Gräfelfing
- Öko-Institut Freiburg, Freiburg
- Pomologen-Verein, Bonn
- Umweltinstitut München, München

## Publikationen
- Pestizid-Brief, monatlich, 1988–2012, ISSN 1431-1070
  - Online-Ausgabe, fortlaufend ca. 12 Mal/Jahr